# Seligenstadt
Seligenstad è una città di 21 568 abitanti sulla riva sinistra del Meno, (distretto di Darmstadt) nel Land dell'Assia.

## Storia
Sono presenti sul suo territorio le rovine di un forte di epoca romana appartenente al sistema difensivo del limes germanico-retico.
Sorge sul sito del villaggio preesistente di Obermühlheim, dove Eginardo, consigliere e biografo di Carlo Magno, fece costruire nell'814 l'abbazia in cui trascorse i suoi ultimi giorni e dove fece traslare le reliquie dei santi martiri romani Marcellino e Pietro.

## Altri progetti

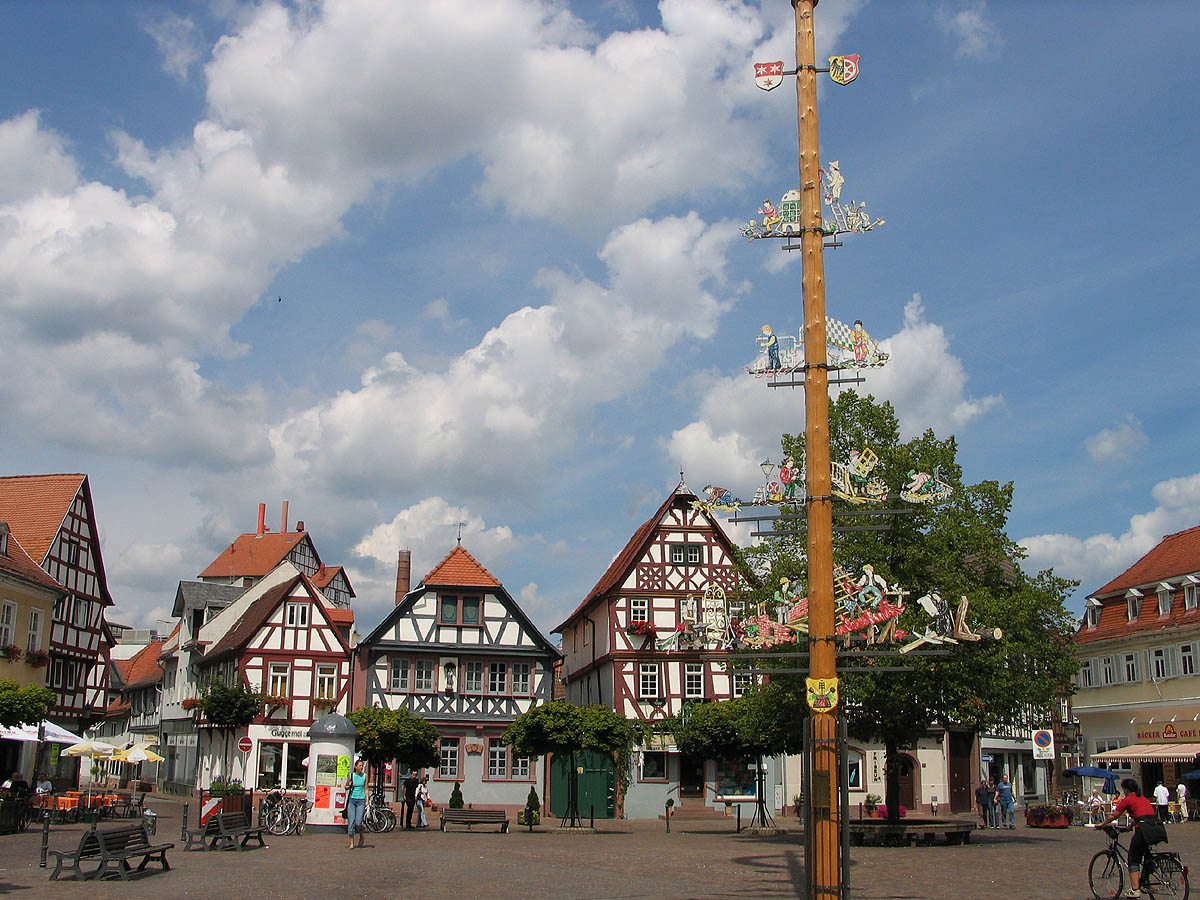
La Marktplatz